# Sext Quintili Condià
Sext Quintili Condià (en llatí Sextus Quintilius Condianus) va ser un magistrat romà del segle ii. Formava part de la gens Quintília, una gens romana molt antiga.
Va ser cònsol l'any 151 juntament amb el seu germà Sext Quintili Màxim (Sextus Quintilius Maximus). El dos germans van destacar pel seu afecte mutu, per la seva riquesa i pel seu coneixement militar. Després del consolat van governar junts la província d'Acaia i més tard la de Pannònia. Els dos germans van escriure un llibre junts, sobre agricultura, titulat Georgica, i citat amb freqüència per la Geopònica. Van ser executats junts per ordre de Còmmode, ja que havien protestat pel tal com anaven les cosa sota el mandat d'aquell emperador.